# 棺材板

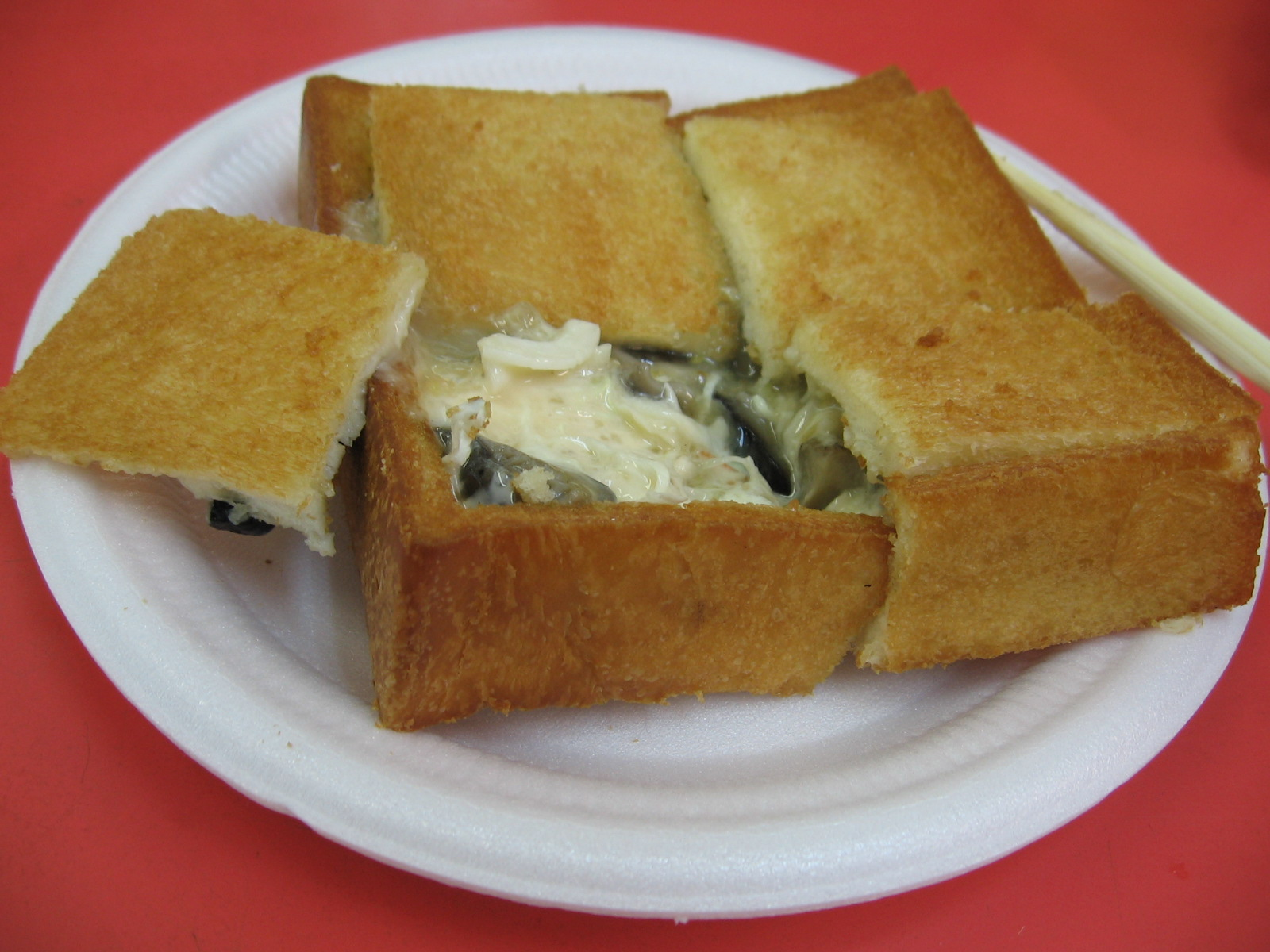
棺材板

棺材板（kuann-tshâ-pang）是一种臺灣小吃，是台南當地的特色食品，在花蓮亦知名。

## 缘由
棺材板創始店是位於台南中正路俗稱沙卡里巴的康樂市場內的「盛場老赤嵌」店。在1940年代，內臟如雞肝屬於上等食材，創始人許六一採用雞肝為主要內餡並將之命名為雞肝板。有一天，臺灣省立成功大學附設高級工業職業補習學校一位教授來到沙卡里巴食用雞肝板後，覺得其外形很像一個棺材，於是將其命名為「棺材板」。另有資料認為，棺材板原名機關板，是許姓師傅自己想出來的名字。市面都寫成「棺材板」，但實際上臺語讀作棺柴枋（kuann-tshâ-pang）。
而由於形狀和偏甜的口味都很特殊，使得棺材板一炮而紅，在1970至1990年代左右成為台南著名小吃之一，在沙卡里巴或赤崁樓附近皆有攤販。唯近年來受到牛肉湯等小吃競爭，聲勢不如以往。
近年來其他縣市迎合速食需求，陸續推出可邊走邊吃的新式棺材板，餡料也更加多元，如花蓮市販售以諧音「官財板」為名。

## 作法
首先將厚片吐司炸到金黃色後撈起，中間挖空再放入雞肉、豌豆、蘿蔔和墨魚等以高湯煮成再用些牛奶勾芡，再放上吐司的蓋子即成為美味可口的棺材板。而早期尚有雞肝等素材，現在多已不再使用。